# Соколов, Александр Алексеевич (журналист)
Алекса́ндр Алексе́евич Соколо́в (1840—1913) — российский журналист, драматург и романист.

## Биография
Учился в Санкт-Петербургском театральном училище и выступал как актёр.
В 1854 году напечатал драму «Самоотвержение русского народа» и с конца 1850-х годов стал помещать статьи по театру и небольшие рассказы (под псевдонимами «Не спрашивай, кто я» и «Театральный нигилист»).
В 1867 году напечатал роман «Театральные болота» (выдержал четыре издания и был переведён на немецкий язык), за которым последовали: «Сестра Милосердия», «Бескровное убийство», «Отец Алексей из-за Озерья», «Понизовая вольница атамана Стеньки Разина», «Крестник Петра Великого», «Царь Баба», «Сельцо Отрадное», «На суд присяжных», «Белый Генерал» (переведён на французский язык) и др., всего более 50-ти. Кроме романов им было написано 760 мелких рассказов и повестей, 9 драм, 5 комедий и 17 мелких драматических произведений и до 500 басен — под псевдонимом «Некрылов».
В 1868 году возглавил почти не имевшего подписчиков «Петербургский листок» и довёл его тираж до 10 тысяч экземпляров. В 1880-х годах перешёл в «Петербургскую газету», где под разными псевдонимами ежедневно помещал юмористические заметки и стихи. Также издавал и редактировал газету «Суфлёр».
Умер 31 июля (13 августа) 1913 года от отёка легких при крупозной пневмонии. Похоронен на Митрофаниевском кладбище.

## Источник
- Соколов, Александр Алексеевич (журналист) // Энциклопедический словарь Брокгауза и Ефрона : в 86 т. (82 т. и 4 доп.). — СПб., 1890—1907.